# Betty Compson
Betty Compson (19 de marzo de 1897-18 de abril de 1974) fue una actriz cinematográfica estadounidense.

## Biografía

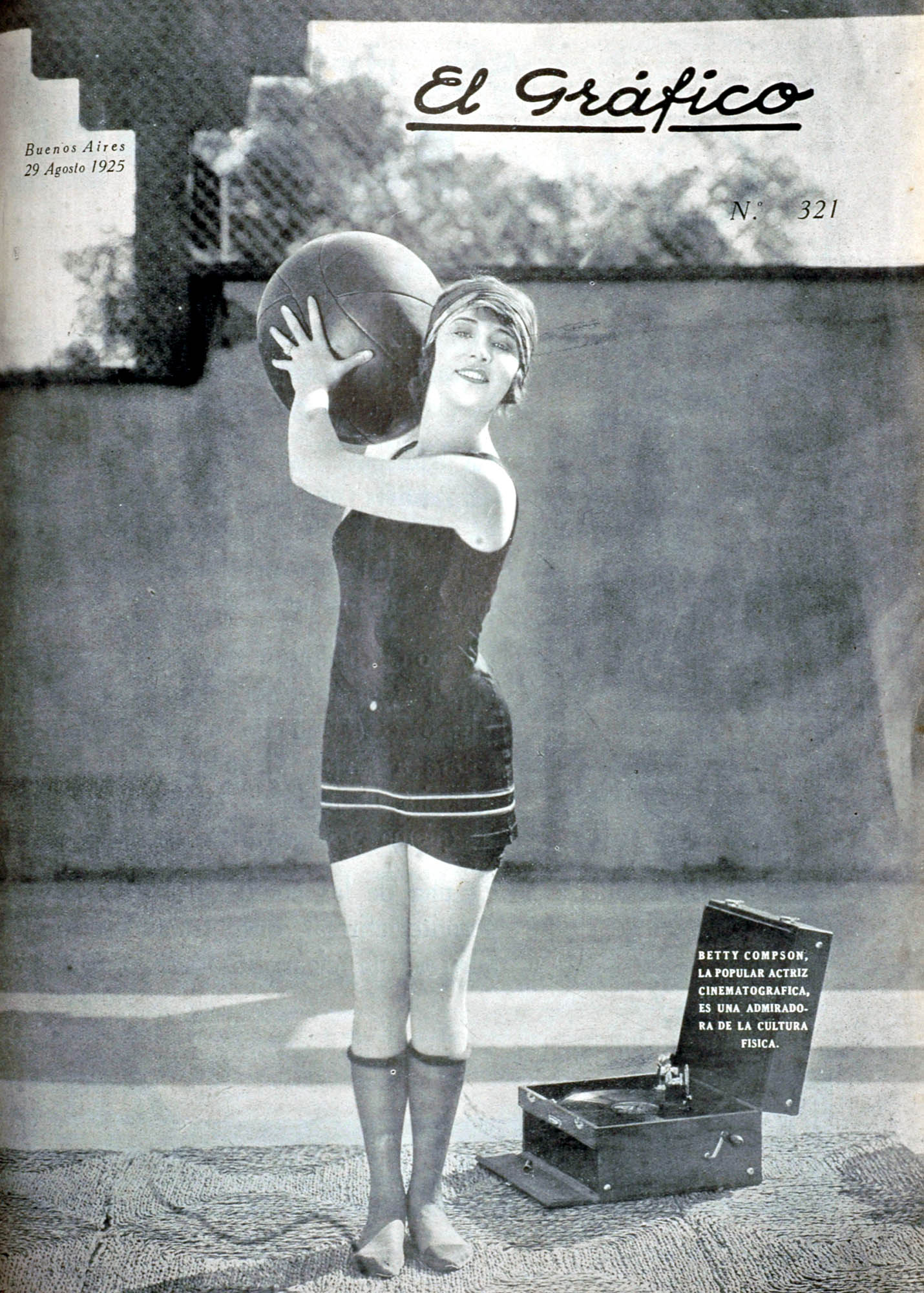
Betty Compson posando para El Gráfico, edición 321, 29 de agosto de 1925.

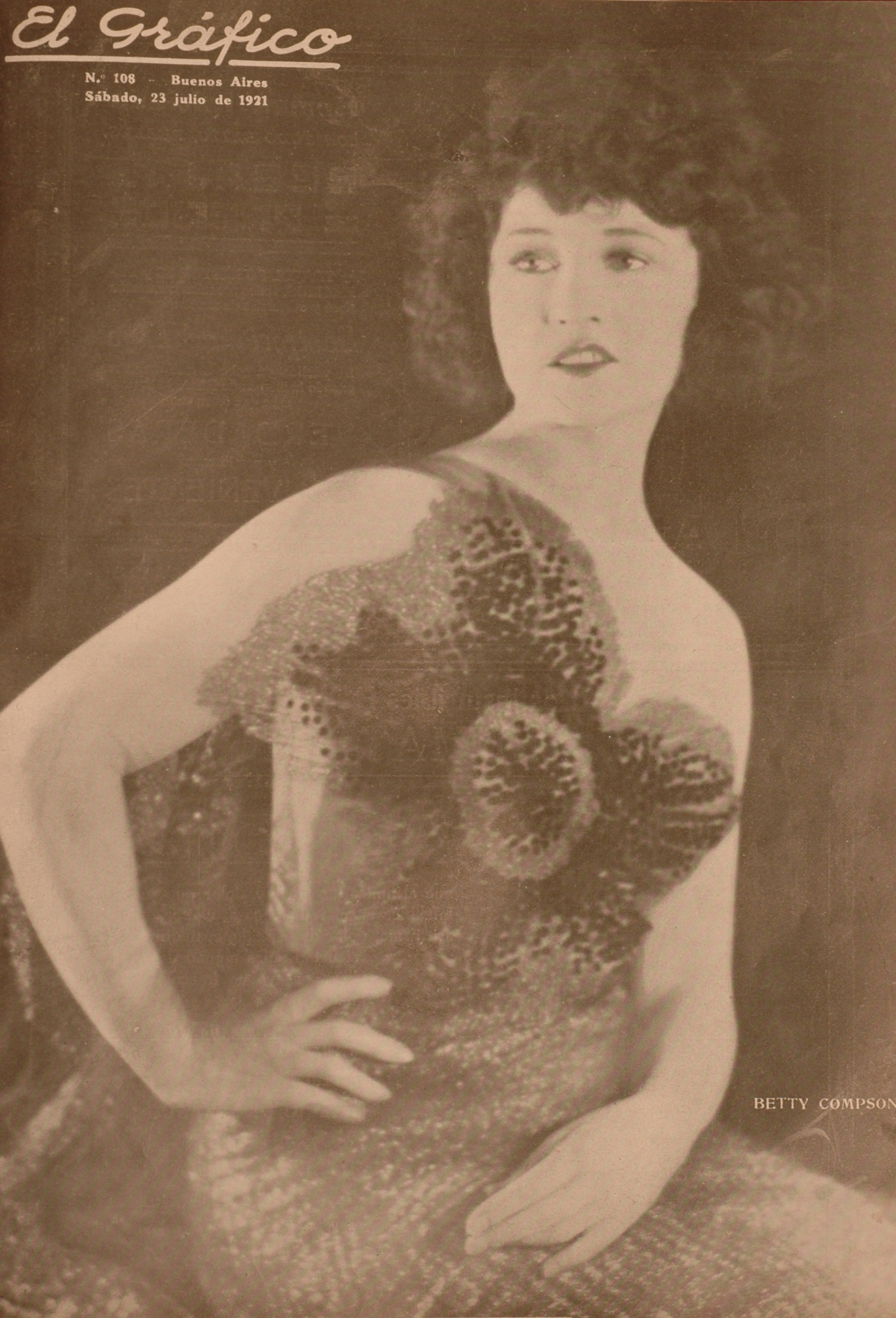
Betty Compson posando para El Gráfico, edición 108, 23 de julio de 1921.

Su verdadero nombre era Eleanor Luicime Compson, nació en Beaver (Utah), en un campamento minero, hija de Virgil y Mary(de soltera Rauscher) Compson. Su padre era ingeniero de minas, buscador de oro y propietario de una tienda de comestibles, y su madre trabajaba como criada en casas y en un hotel.
Compson se graduó en la Salt Lake High School. Su padre murió cuando ella era joven, y a los 16 años consiguió trabajo como violinista en un teatro de Salt Lake City.

## Trayectoria
Compson comenzó actuando en sketches de vodevil, y ahí fue donde los productores de Hollywood se fijaron en ella. Mientras estaba de gira, fue descubierta por el productor cómico Al Christie y firmó un contrato con él. Su primera película muda, Wanted, a Leading Lady, fue en noviembre de 1915.
Sólo en 1916 rodó 25 películas, aunque todas ellas eran cortometrajes, a excepción de un largometraje, Casi una viuda. Continuó con este ritmo de numerosos cortometrajes hasta mediados de 1918, cuando, tras un largo aprendizaje con Christie, empezó a rodar largometrajes en exclusiva. 
Actuó como Rose en The Miracle Man (1919), dirigida por George Loane Tucker, papel con el cual consiguió el estrellato. Paramount firmó con Compson un contrato de cinco años con la ayuda de Tucker.
En 1920 empezó a dirigir su propia compañía. Trabajó en el estudio Brunton, en Hollywood, y adquirió tres guiones para sus proyectos. Su primera película como productora fue Prisoners of Love (1921), en la cual hacía el papel de Blanche Davis. Compson eligió a Art Rosson para dirigir el largometraje. La historia se eligió a partir de una obra de la actriz y escritora Catherine Henry.
Compson también trabajó para la compañía Christie y para Famous Players-Lasky. Tras completar The Woman With Four Faces (1923), firmó un contrato con una productora de Londres, Inglaterra. Allí protagonizó una serie de cuatro películas dirigidas por Graham Cutts, un conocido cineasta inglés. La primera de las películas fue una versión cinematográfica de una obra teatral llamada Woman to Woman (1924).
En 1928 actuó en The Barker, una película muda que contenía algunas escenas habladas. Compson fue nominada al Oscar a la mejor actriz por su interpretación. Uno de sus mejores filmes fue Docks of New York, notable por su oscuro ambiente visual y soberbias interpretaciones. En 1930 rodó una versión de The Spoilers, en la cual interpretaba el papel que, en la versión de 1942, haría Marlene Dietrich, mientras que el personaje de Gary Cooper sería interpretado en esa misma versión por John Wayne. Pero este fue su último éxito luego sólo consiguió papeles en estudios de "mala muerte".
En 1941, Compson interpretó un pequeño papel en una película de Alfred Hitchcock, Sr. y Sra. Smith. 
La última película de Compson fue Here Comes Trouble (1948). Ella se retiró tras actuar en dicho film, y se dedicó, junto a su marido, a la dirección de un negocio llamado "Ashtrays Unlimited".
Compson se casó en tres ocasiones. Entre 1924 y 1930 estuvo casada con el director James Cruze. Posteriormente se casó y se divorció de Irving Weinberg. Su tercer marido fue Silvius Jack Gall, que falleció en 1962. 
Betty Compson murió en 1974, a causa de un ataque cardiaco, en su domicilio en Glendale, California. Tenía 77 años. Fue enterrada en el Cementerio San Fernando Mission en San Fernando (California).

## Premios y distinciones
Premios Óscar
| Año  | Categoría    | Película   | Resultado |
| ---- | ------------ | ---------- | --------- |
| 1929 | Mejor actriz | The Barker | Nominada  |